# Den fjerde verden
Den fjerde verden er en fællesbetegnelse for etniske minoritetsgrupper, herunder den oprindelige befolkning i både i- og ulande. Da betegnelsen også har været brugt generelt om den fattigste del af verden, er det nu mere almindeligt at bruge begrebet urbefolkning.

## Eksterne kilder og henvisninger
1. ↑  "Store Norske Leksikon". Arkiveret fra originalen 13. marts 2016. Hentet 14. februar 2013.

| Folkeslag | Spire Denne artikel om folkeslag eller etnografi er en spire som bør udbygges. Du er velkommen til at hjælpe Wikipedia ved at udvide den. |